# اريك مارغوليس
اريك مارغوليس (بالإنجليزية: Eric Margolis)‏ هو صحفي أمريكي، ولد في 1942 في نيويورك في الولايات المتحدة.